# Фіжак
Фіжа́к (фр. Figeac) — муніципалітет у Франції, у регіоні Окситанія, департамент Лот. Населення — 9770 осіб (01.01.2021).
Муніципалітет розташований на відстані близько 480 км на південь від Парижа, 125 км на північний схід від Тулузи, 50 км на схід від Каора.

## Історія
До 2015 року муніципалітет перебував у складі регіону Південь-Піренеї. Від 1 січня 2016 року належить до нового об'єднаного регіону Окситанія.

## Демографія
Динаміка населення (Cassini і INSEE ):
Розподіл населення за віком та статтю (2006):
| Стать | Всього | До 15 років | 15-24 | 25-44 | 45-64 | 65-85 | Понад 85 |
| --- | ------ | ----------- | ----- | ----- | ----- | ----- | -------- |
| Чоловіки | 4732   | 716         | 804   | 1064  | 1160  | 896   | 92       |
| Жінки | 5116   | 584         | 652   | 1060  | 1320  | 1216  | 284      |
| \| Статево-вікова піраміда \| Статево-вікова піраміда \| Статево-вікова піраміда \| \| ----------------------- \| ----------------------- \| ----------------------- \| \| Чоловіки \| Вік \| Жінки \| \| 92 \| 85 + \| 284 \| \| 180 \| 80-84 \| 300 \| \| 228 \| 75-79 \| 316 \| \| 216 \| 70-74 \| 280 \| \| 272 \| 65-69 \| 320 \| \| 188 \| 60-64 \| 260 \| \| 356 \| 55-59 \| 340 \| \| 304 \| 50-54 \| 388 \| \| 312 \| 45-49 \| 332 \| \| 284 \| 40-44 \| 272 \| \| 216 \| 35-39 \| 244 \| \| 336 \| 30-34 \| 244 \| \| 228 \| 25-29 \| 300 \| \| 452 \| 20-24 \| 280 \| \| 352 \| 15-20 \| 372 \| \| 240 \| 10-14 \| 216 \| \| 232 \| 5-9 \| 184 \| \| 244 \| 0-4 \| 184 \| |        |             |       |       |       |       |          |
| Статево-вікова піраміда |        |             |       |       |       |       |          |
| Чоловіки | Вік    | Жінки       |       |       |       |       |          |
| 92 | 85 +   | 284         |       |       |       |       |          |
| 180 | 80-84  | 300         |       |       |       |       |          |
| 228 | 75-79  | 316         |       |       |       |       |          |
| 216 | 70-74  | 280         |       |       |       |       |          |
| 272 | 65-69  | 320         |       |       |       |       |          |
| 188 | 60-64  | 260         |       |       |       |       |          |
| 356 | 55-59  | 340         |       |       |       |       |          |
| 304 | 50-54  | 388         |       |       |       |       |          |
| 312 | 45-49  | 332         |       |       |       |       |          |
| 284 | 40-44  | 272         |       |       |       |       |          |
| 216 | 35-39  | 244         |       |       |       |       |          |
| 336 | 30-34  | 244         |       |       |       |       |          |
| 228 | 25-29  | 300         |       |       |       |       |          |
| 452 | 20-24  | 280         |       |       |       |       |          |
| 352 | 15-20  | 372         |       |       |       |       |          |
| 240 | 10-14  | 216         |       |       |       |       |          |
| 232 | 5-9    | 184         |       |       |       |       |          |
| 244 | 0-4    | 184         |       |       |       |       |          |

## Економіка
2010 року серед 6059 осіб працездатного віку (15—64 років) 4204 були активними, 1855 — неактивними (показник активності 69,4%, у 1999 році було 67,2%). З 4204 активних мешканців працювали 3704 особи (1946 чоловіків та 1758 жінок), безробітними було 500 (236 чоловіків та 264 жінки). Серед 1855 неактивних 800 осіб було учнями чи студентами, 561 — пенсіонерами, 494 були неактивними з інших причин.

У 2010 році в муніципалітеті числилось 4729 оподаткованих домогосподарств, у яких проживали 9272,5 особи, медіана доходів виносила 18 479 євро на одного особоспоживача

## Персоналії
- Жан-Франсуа Шампольйон (1790 — 1832) — великий французький історик-орієнталіст і лінгвіст, визнаний засновник єгиптології.
- Шарль Буає (1899 — 1978) — американський актор французького походження.